# Erich Peter (Dirigent)

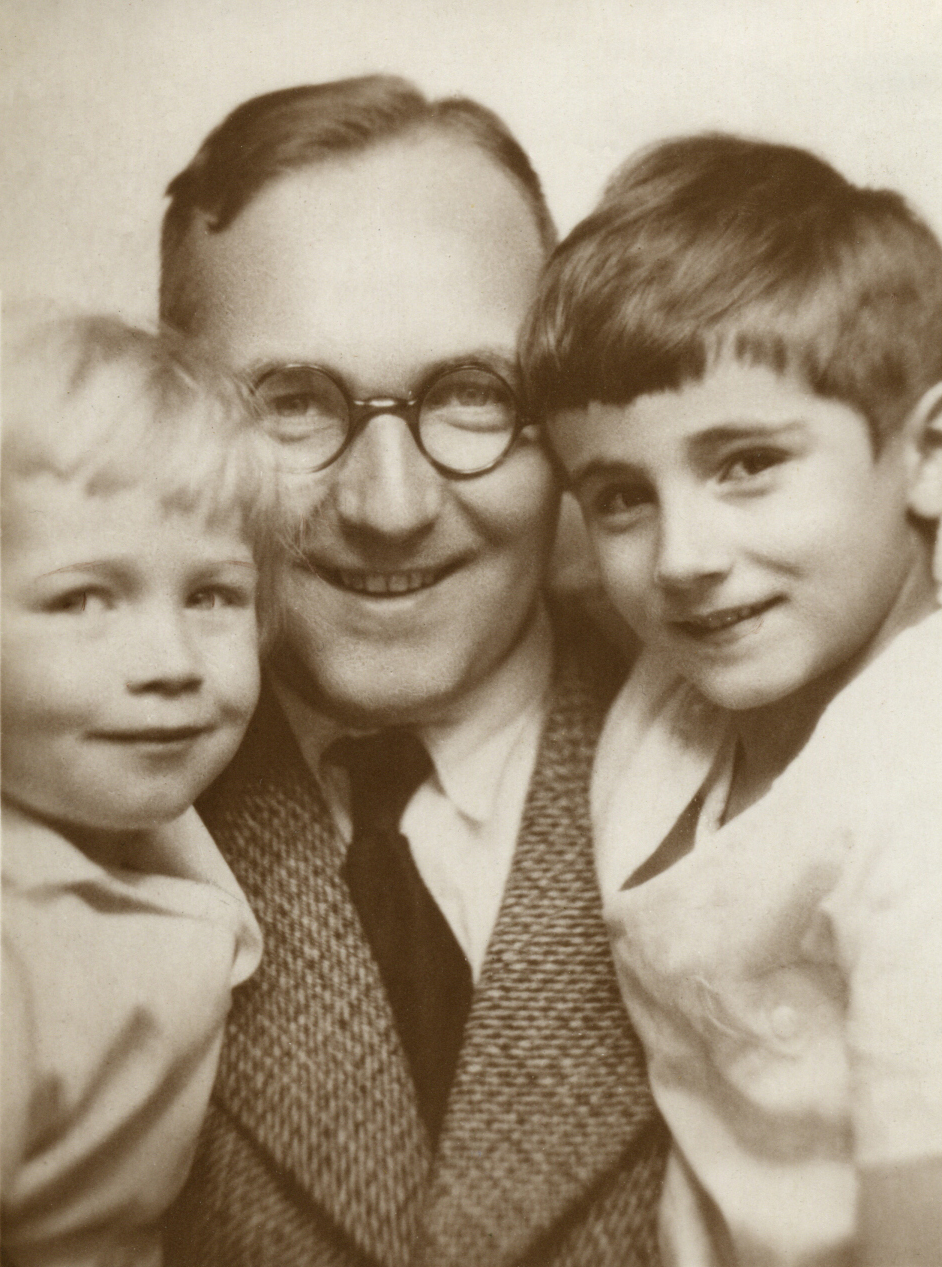
Erich Peter 1933 mit seinen Söhnen Klaus Jürgen (rechts) und Wolf-Dietrich.

Erich Peter (* 26. Januar 1901 in Berlin; † 29. Dezember 1987 ebenda) war ein deutscher Dirigent und Hochschullehrer.

## Leben

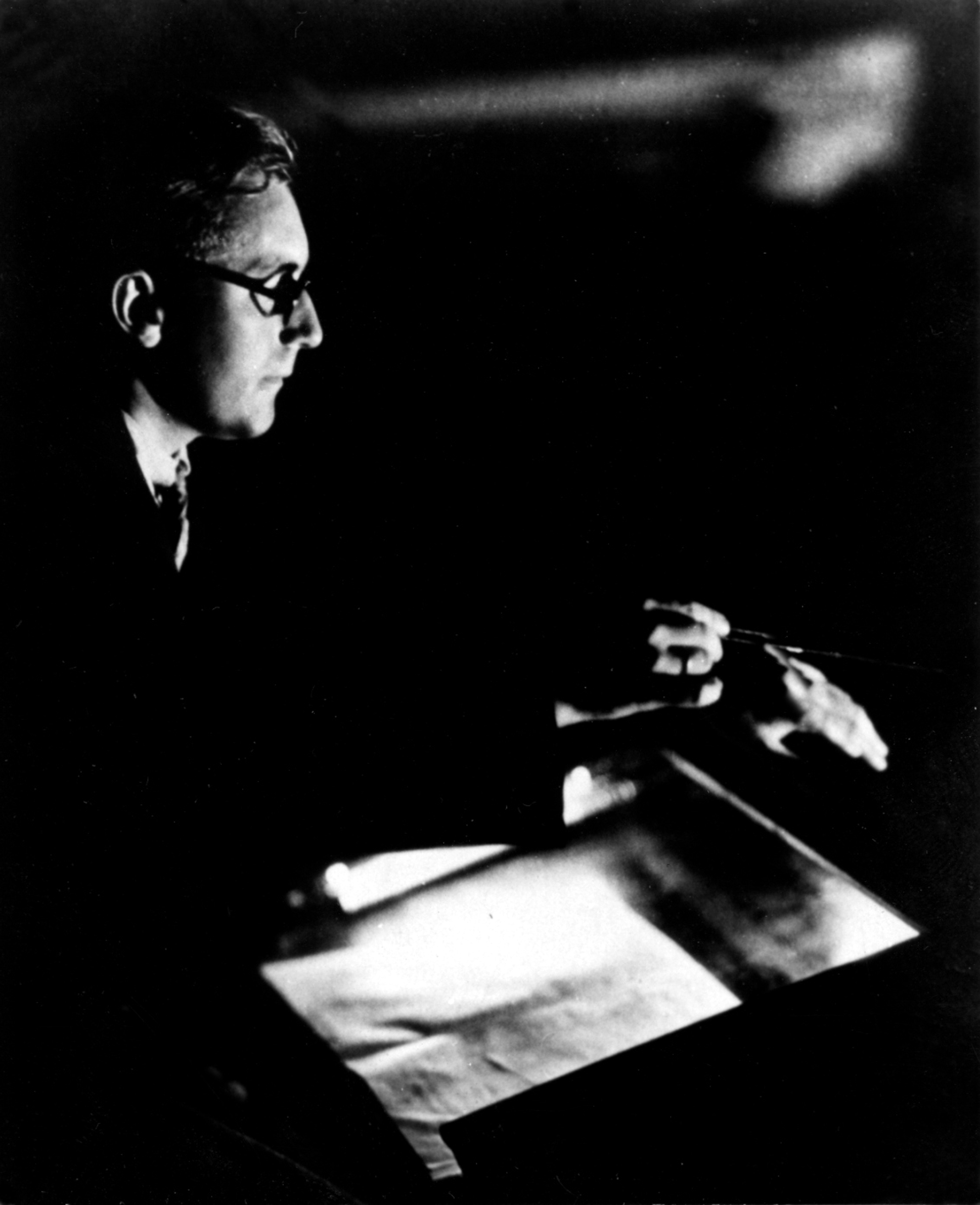
Erich Peter dirigiert in Beuthen (um 1930)

Peter, Sohn eines Kaufmanns, erhielt ab etwa 1910 Klavierunterricht beim Wohnungsnachbarn seiner Familie, einem Lehrer namens Willi Sontag. Er besuchte das Sophien-Realgymnasium in Berlin und die Oberrealschule Berlin-Pankow (Abitur). Er leitete und dirigierte bereits als Primaner – und später im Wechsel mit dem Gesangslehrer Max Rahn – den oft um Gastsolisten erweiterten Chor der Pankower Oberrealschule, so z. B. im November 1918 bei konzertanten Aufführungen von Mendelssohn-Bartholdys Musik zu Racines Schauspiel „Athalia“. Peter studierte in Berlin beim ehemaligen Hofkapellmeister Theodor Müngersdorf und bei Rudolf Krasselt sowie fünf Semester Musikwissenschaft an der Universität bei Max Friedlaender und Curt Sachs. Sein Studium finanzierte er sich durch privaten Musikunterricht, als Stummfilmbegleiter (Klavier und Orgel) und als Kapellmeister der Sing-Film GmbH, die Synchron-Filme vorführte, bei denen Sänger mit den Mundbewegungen der Filmdarsteller in exakte Übereinstimmung zu bringen waren, z. T. mit einem Orchester von bis zu 36 Musikern: „So leitete Peter die Aufführungen der Filmoperette 'Die Strandnixe' und das Singspiel 'In einem kühlen Grunde', das etwa 250 mal über die Leinwand ging.“ Sein Theaterdebüt hatte er 1922 am Neuen Stadttheater Greifswald, wo er ab 1923 als 2. Kapellmeister und als Chorleiter und von 1925 bis 1929 als 1. Kapellmeister tätig war. In dieser Zeit wurden von ihm mit dem Orchester 64 Opern und ein umfangreiches Konzertrepertoire erarbeitet. Da er in seiner Zeit in Greifswald acht Opern Richard Wagners einstudierte und dirigierte, wurde er 1927 von Siegfried Wagner nach Bayreuth eingeladen.
Von 1929 bis 1945 war Peter 1. Kapellmeister am Landestheater in Beuthen/Oberschlesien (mit Gleiwitz, Hindenburg, Kattowitz und Königshütte; 1940 GMD). In den Programmen zwischen 1929 und 1933 „tauchen so manche Werke damals ultramoderner Komponisten wie Paul Hindemith, Alfredo Casella, Arnold Schönberg und Igor Strawinsky auf.“ Zum 1. April 1933 trat er der NSDAP bei (Mitgliedsnummer 1.805.229). Gelegentlich begleitete er die von ihm dirigierten Konzerte und Opernaufführungen mit eigenen Artikeln in Tageszeitungen, Zeitschriften oder Programmheften, z. B. über Richard Strauss, Hindemith und  Strawinsky. Das von ihm geleitete Beuthener Orchester besaß „geradezu eine Sonderstellung unter den deutschen Kulturorchestern“, da es mehrere Industriegroßstädte mit Opern- und Konzertmusik zu bedienen hatte und gleichzeitig auf Konzertreisen (u. a. nach Cosel, Groß-Strehlitz, Oppeln, Tarnowitz und Tost) ging und etwa 300 Rundfunkkonzerte (vor allem für die Sender Breslau und Gleiwitz) absolvierte.  Eine weitere Besonderheit war die Pflege des oberschlesischen Instrumentalschaffens mit etwa 60 Ur- und Erstaufführungen oberschlesischer Komponisten in einer Dekade. Peters späteres erneutes Engagement namentlich um das Werk von Richard Wetz basiert auf seiner Tätigkeit in Beuthen.

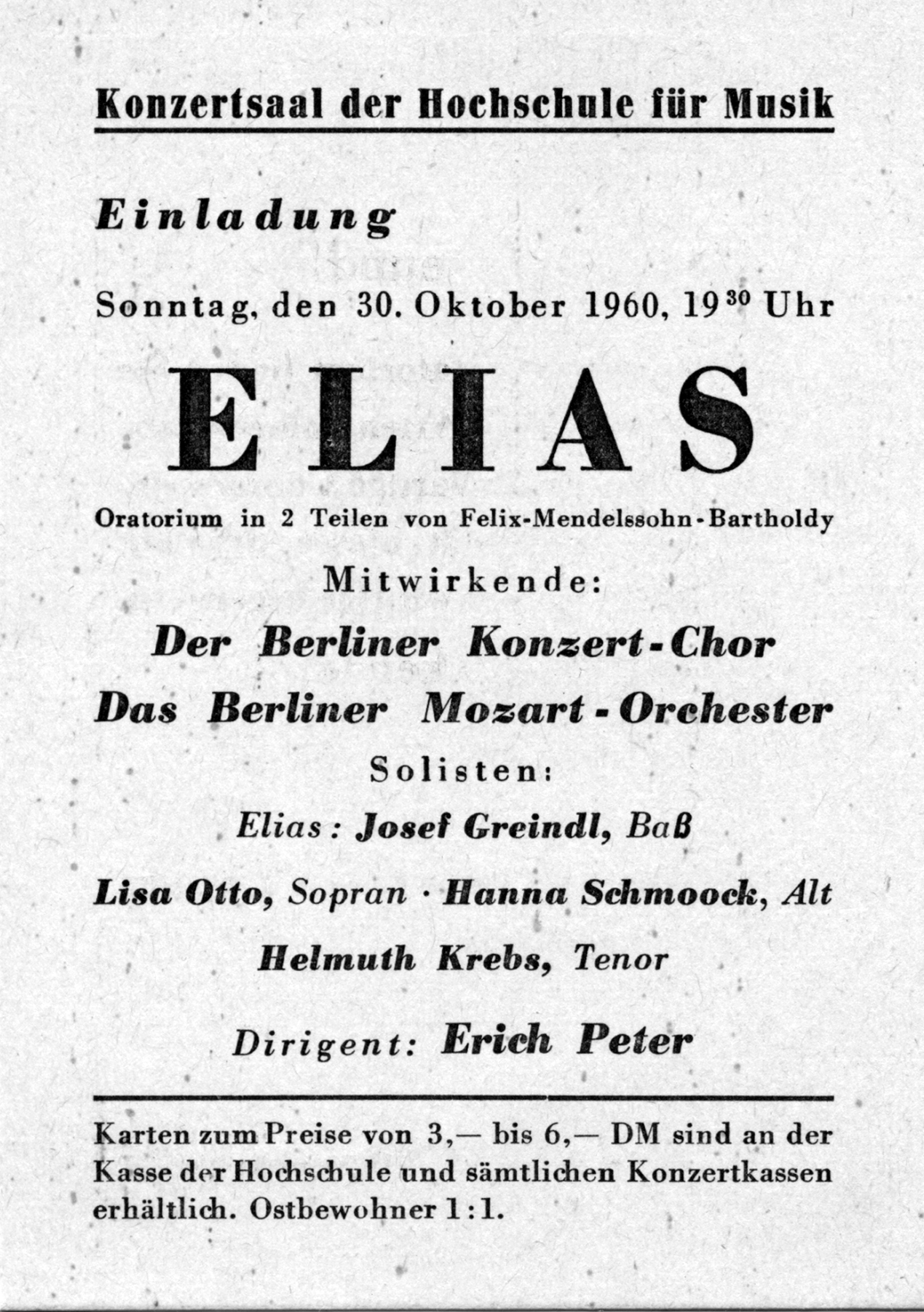
Erich Peter dirigiert den „Elias“ von Mendelssohn-Bartholdy (1960) in Berlin

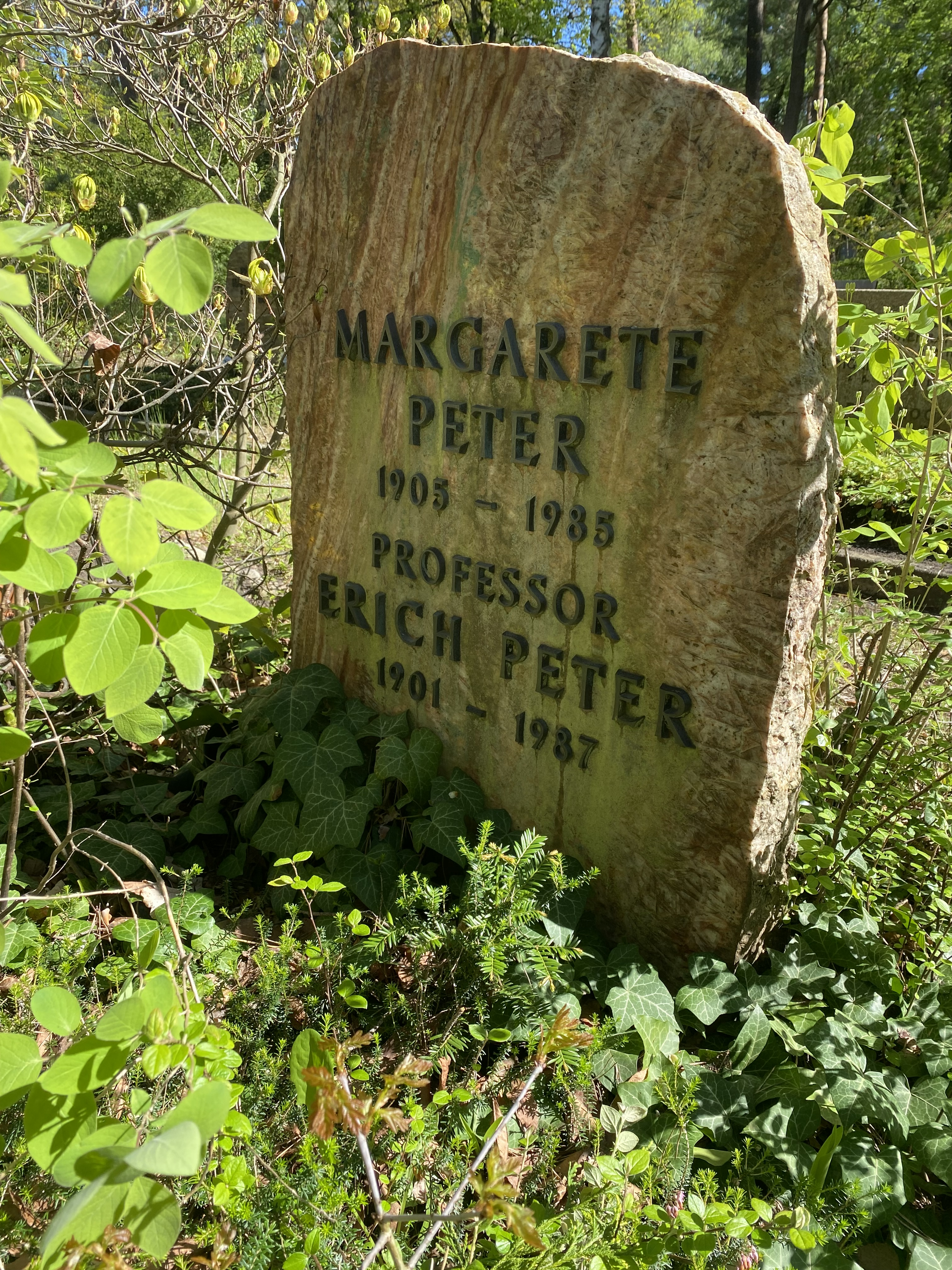
Grabstätte auf dem Waldfriedhof Zehlendorf

Peter wurde nach Kriegsdienst und sowjetischer Gefangenschaft 1948 Chefdirigent des Deutschen Sinfonie-Orchesters in Berlin, eines Produktionsorchesters des Berliner Rundfunks. 1949 wurde er zum Dirigenten des Orchesters der Berliner Musikhochschule berufen (1951 Professor, 1959 Ordinarius und Mitglied des Akademischen Senats, ab 1969 im Ruhestand). Im Konzertsaal der Hochschule wurden auch etliche Werke durch ihn uraufgeführt, so u. a. „Si china il giorno“ von Aribert Reimann und „Ideogramme“ von Klaus Wüsthoff.
Schon frühzeitig hat Erich Peter neben den festen Engagements als Gastdirigent gewirkt. Ab 1947 setzte für Peter eine umfangreichere Tätigkeit als Gastdirigent ein, so für die Berliner Staatsoper, in Görlitz (Stadttheater), Schwerin (Staatstheater), Greifswald (Stadttheater), bei der Nordwestdeutschen Philharmonie, in Erfurt (Stadttheater), in Recklinghausen, Bonn (Beethovenhalle) usw. In Berlin erlangte Peter in den 1950er und 1960er besondere Bekanntheit mit Serien von 12 Sinfoniekonzerten mit dem Berliner Mozart-Orchester und von Konzerten mit dem Berliner Konzert-Chor mit Solisten wie Josef Greindl, Lisa Otto und Helmut Krebs. Ab 1948 dirigierte Peter auch Schallplattenaufnahmen für den „Berliner Rundfunk“, den Sender Leipzig und ab 1961 für den RIAS Berlin (zuletzt 1981 die 3. Sinfonie B-DUR Op. 48 von Richard Wetz). Peter, der nach der Pensionierung in die Nähe von Wiesbaden übersiedelte, war anschließend freiberuflich mit Dirigaten und als Dozent tätig und veröffentlichte zwei Monographien. Das von ihm aufgebaute Richard-Wetz-Archiv übereignete er dem Institut für deutsche Musik im Osten.
Erich Peter war in erster Ehe (ab 1926) mit Ilse Berry verheiratet, der älteren Schwester des Jazz-Musikers und Komponisten Hans Berry. Mit ihr hatte er zwei Söhne, den Flötisten (Kammervirtuose) Klaus Jürgen Peter (1929–2006) und den Bassisten Wolf-Dietrich Peter (1931–2005). In zweiter Ehe war er (ab 1947) mit der Konzertsängerin Margarete Gumpert (1905–1985) verheiratet. Beide ruhen auf dem Waldfriedhof Zehlendorf (Abt. I U 236). 

## Veröffentlichungen (Auswahl)
- Die Musik der 'Salome' von Richard Strauß. In: Beuthener Zeitung / Ostdeutsche Morgenpost. Nr. 311, 9. November 1929.
- Bruckners 'Dritte' und Beethovens 'Erste' Symphonie. In: Beuthener Zeitung / Ostdeutsche Morgenpost. Nr. 319, 17. November 1929.
- Hindemith und Strawinsky als Pole zeitgenössischer Musik. In: Beuthener Zeitung / Ostdeutsche Morgenpost. Nr. 82, 23. März 1930.
- Alexander Ecklebe, ein oberschlesischer Komponist. In: Franz Heiduk (Hrsg.): Aurora. Jahrbuch der Eichendorff-Gesellschaft. Band 32, Würzburg 1972, S. 84–90.
- Geschichte des Oberschlesischen Landestheaters und Landesorchesters in Beuthen OS. Ein Dokumentationsbericht. (= Veröffentlichung der Ostdeutschen Forschungsstelle im Lande Nordrhein-Westfalen. A 24). Dortmund 1972.
- als Hrsg. unter Mitarb. v. Alfons Perlick: Richard Wetz als Mensch und Künstler seiner Zeit (= Veröffentlichung der Forschungsstelle Ostmitteleuropa. A 28). Dortmund 1975.
- Frauen um Richard Wetz. In: Alfons Perlick (Hrsg.): Mitteilungen des Beuthener Geschichts- und Museumsvereins. H. 36/41 1974/79, S. 42–73.
- Ein Dirigent erinnert sich. In: Richard Wagner Blätter. 5. Jg., H. 3/4, Dezember 1981, S. 130–140.

## Würdigungen
- Noch nie habe ich mich so schwer von einem so genial begabten Künstler trennen können, denn er war mein bester und treuester Mitarbeiter. Wohl zehn Jahre lang wurde Erich Peter in Beuthen infolge seiner großen Leistungen in der Oper und anläßlich der vielen Sinfonie-Konzerte sehr gefeiert. (Emanuel Voß, Intendant des Stadttheaters Greifswald[9])
- Erich Peter gebührt auch das Verdienst, sein Orchester, das vor zehn Jahren ein durchschnittlich provinzielles Niveau nicht überragte, trotz aller zusätzlichen Belastungen zu einem Klangkörper herangebildet zu haben, dessen musikalische Qualitäten man von berufener Seite schon oft rühmen hörte. (Wolfgang Pohl, Oberschlesische Zeitung, Kattowitz, 30. Oktober 1942.)
- Ein Glücksfall für Oberschlesien war es, daß die politischen Verhältnisse 1933 die Berufung P.s an die Staatsoper in Dresden vereitelten und so diese Persönlichkeit mit ihrer großen Ausstrahlung auf das Grenzland, das in kurzer Zeit einen erstaunlichen musikalisch-künstlerischen Aufbruch erlebte, dort im Mittelpunkt der Entwicklung blieb. (Gotthard Speer, Schlesisches Musiklexikon 2001)